# Kolokondé
Kolokondé è un arrondissement del Benin situato nella città di Djougou (dipartimento di Donga) con 19.912 abitanti (dato 2006).